# 찬드라 셰카르

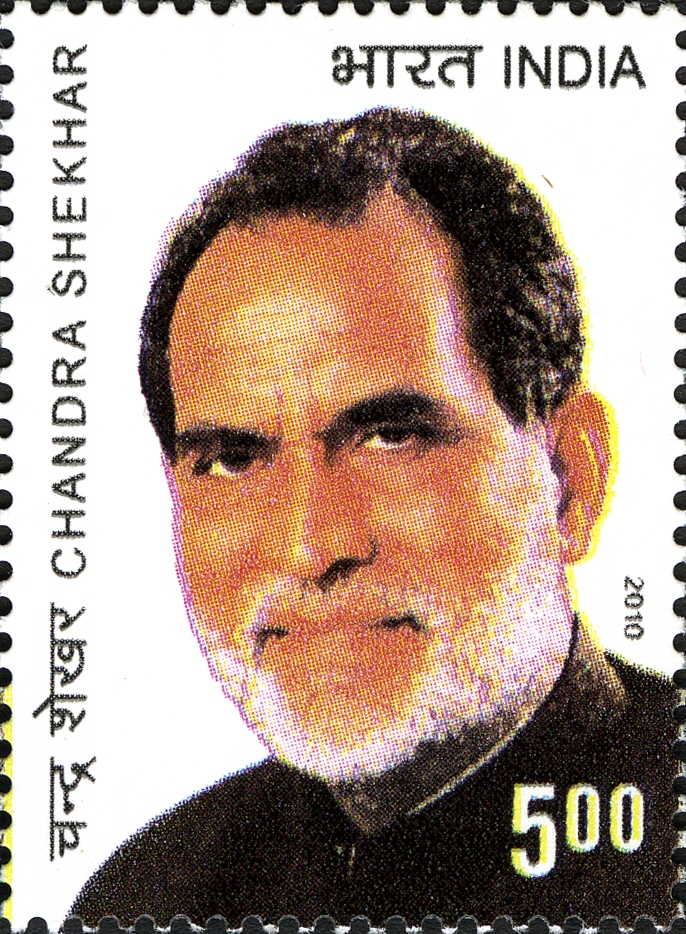
2010년 인도에서 발행된 우표에 그려진 찬드라 셰카르

찬드라 셰카르(영어: Chandra Shekhar, 1927년 7월 1일 ~ 2007년 7월 8일)는 인도의 정치인으로, 1990년 11월 10일부터 1991년 6월 21일까지 인도의 제8대 총리를 지냈다.
그는 인민당 탈당파가 이끌고 인도 국민회의가 지지하는 소수 정부를 구성하였으며, 이를 통해 정권 공백 및 조기 총선을 차단할 수 있었다. 인도 역사상 각료직을 맡은 적이 없는 첫 총리이며, 소수의 하원 의원들로만 구성된 그의 정부는 "꼭두각시 정권", "레임덕" 등으로 취급되곤 했다. 게다가 무디스가 인도의 신용 등급을 강등시키면서 예산안을 통과시킬 결정적인 기회를 놓치기도 했으며, 이후에도 인도의 세계 신용 등급이 격하되어 단기 대출마저 불가능한 상황에 이르렀고, 이에 따라 인도는 세계은행 개혁에 참여할 수 없는 것은 물론 국제 통화 기금(IMF)의 지원도 중단되는 상황을 맞이했다. 이에 채무 불이행을 막고자 금 대출을 재가하는 조치를 취했으나, 선거 기간 중에 단행되어 논란이 되었다. 1991년 인도 경제위기와 라지브 간디 암살 사건은 셰카르 정권의 몰락을 초래했다.